# Meioneta tenuipes
Meioneta tenuipes là một loài nhện trong họ Linyphiidae.
Loài này thuộc chi Meioneta. Meioneta tenuipes được Hirotsugu Ono miêu tả năm 2007.